# Teoria de campo de Lewin
Para falar sobre a teoria de campo tal como Lewin propôs, precisamos destacar duas forças que influenciaram o desenvolvimento desta: a teoria da Gestalt, pois nos seus estudos e pesquisas enfatizavam o estudo do todo, que é categoricamente distinto do estudo das partes componentes separadas. E em segundo lugar, da fenomenologia, pois visava a compreensão do comportamento humano a partir de que a percepção que se tem da realidade é diferente da realidade em si, e é essa percepção que temos da realidade, o mais importante na teoria de Lewin.
Segundo Lewin, o comportamento do sujeito é resultado de fatores tanto externos a ele, tanto quanto internos. Ao encontro desses dois níveis que estão interligados e em constante relação Lewin deu o nome de Espaço Vital, que é o espaço (campo psicológico). Ou seja, constitui o próprio espaço de vida do indivíduo, onde se dão origem aos nossos comportamentos (família, amigos, etc). Então o campo em si pode ser definido como a totalidade de fatos e acontecimentos interdependentes e coexistentes.
Lewin postulou que o meio externo ativa áreas de necessidade ou criam novas quase-necessidades que precisam ser satisfeitas e as mesmas geram tensão que precisa ser descarregada através da fronteira sensomotórica.
A teoria de campo apresenta 3 princípios básicos:
- O comportamento é uma função do campo. Acontece ao decorrer do acontecimento de outros eventos.
- A análise começa como uma situação geral, a partir do qual são diferenciadas as partes que a compõe.
- Um indivíduo em uma situação real, pode ser representado de forma matemática.

## Direção e taxonomia do comportamento
A organização da ação do indivíduo em campos tematicamente estruturados permite descrever a situação em que, para atingir determinado objetivo, a pessoa deve passar por objetivos secundários. Nesse contexto Lewin utiliza o termo "trilha" ou "caminho" (al. Pfad), indicando assim a direção do comportamento. O comportamento pode, assim, se referir a apenas uma situação ou a mais situações, e pode conduzir para dentro da situação ou para fora dela. Esse esquema gera quatro tipos de comportamento:
1. Comportamento consumatório, que conduz a uma situação, em que o indivíduo permanece. Ex. A pessoa vai à praia e permanece lá, pois esse era o seu objetivo;
2. Comportamento de aproximação instrumental, que conduz o indivíduo de uma situação a outra; uma das situações é, assim, meio ou instrumento para a outra. Ex. Antes de ir à praia pessoa passa pela farmácia para comprar protetor solar;
3. Comportamento de fuga, que conduz o indivíduo para longe de uma situação. Ex. As pessoas que fogem de um edifício em chamas;
4. Comportamento de evitação, em que o indivíduo se encontra em uma situação e evita ir para outra. Ex. Um assaltante de bancos que, depois do assalto, se esconde e evita retornar ao lugar do crime.

## Taxonomia dos conflitos
Baseando-se nas diferentes forças que podem agir sobre o indivíduo, Lewin desenvolveu uma taxonomia de conflitos:
1. Conflito de apetência: o indivíduo sente-se atraído igualmente por dois objetos positivos. Este tipo de conflito, muito raro em sua forma pura, se encontra em um equilíbrio instável: quanto mais perto de um dos objetos, mais forte se torna sua atração; a diferença resultante entre as forças de atração dos dois objetos conduz a uma solução do conflito;
2. Conflito de aversão: o indivíduo sente repulsa por dois objetos, tidos por igualmente desagradáveis. Esse tipo de conflito produz uma situação de "congelamento" entre os dois objetos, uma vez que quanto mais perto de um dos objetos, mais forte torna-se a força repulsiva e o indivíduo fica preso no ponto em que as forças se igualam;
3. Conflito de apetência e aversão: nesta situação o mesmo objeto apresenta um caráter atrativo e repulsivo ao mesmo tempo. A dinâmica de tal conflito é a seguinte: quando distante do objeto a força atrativa é mais forte do que a repulsiva e o indivíduo aproxima-se cada vez mais. Com a proximidade do objeto ambas as forças tornam-se mais intensas; no entanto, a força repulsiva cresce mais rápido do que a força atrativa, de tal forma que em determinado ponto aquela torna-se mais forte e o indivíduo começa a afastar-se do objeto. Também aqui há uma tendência de "congelamento" no ponto em que as duas forças se igualam;
4. Conflito duplo de apetência e aversão: este tipo de conflito foi adicionado por N. E. Miller aos três conflitos originais de Lewin. Neste caso o indivíduo encontra-se entre dois objetos, ambos com caráteristicas ambivalente, tanto positivo como negativo. Quanto mais se aproxima de um objeto, maior se torna sua força repulsiva e maior se torna a força atrativa do outro objeto. O indivíduo fica preso entre as duas opções.

## Situações de desempenho: a teoria da valência resultante
Baseado em autores anteriores, Lewin e seus colaboradores aplicaram sua teoria de campo a situações em que a pessoa deve apresentar um bom desempenho, ou seja executar uma tarefa. Tais situações são vistas como situações de conflito de apetência e aversão, uma vez que um bom desempenho tem uma valência positiva e um fracasso, negativa. Segundo Lewin, se uma pessoa tem a possibilidade de escolher entre diferentes tarefas, ele vai escolher aquela em que a soma das forças for maior. Nesse caso as forças de aproximação são representadas por valores positivos e as de repulsão por valores negativos. A força resultante é assim a soma das forças de atração (positivas) e as de repulsão (negativas). Fatores que influenciam a intensidade das diferentes forças são: a dificuldade da tarefa, a probabilidade subjetiva de sucesso e o nível de exigência da pessoa. Lewin expressou essas considerações através das seguintes fórmulas matemáticas:
- F(s) = V(s) x P(s) (em que F(s) é a força que atrai para o sucesso, V(s) é a valência ou valor do sucesso para a pessoa e P(s) é a probabilidade subjetiva da pessoa atingir o sucesso)
- F(f) = V(f) x P(f) (em que F(f) é a força que repulsão de um fracasso, V(f) é a valência ou valor do fracasso para a pessoa e P(f) é a probabilidade subjetiva da pessoa fracassar)
- Fr = F(s) - F(f) (em que Fr é a força resultante)